# Ratpenat d'orelles grogues andí
El ratpenat d'orelles grogues andí (Vampyressa melissa) és una espècie de ratpenat de la família dels fil·lostòmids. Viu a Colòmbia, l'Equador i el Perú. El seu hàbitat natural són els boscos primaris i a les zones que es conserven. Les amenaces significatives per a la supervivència d'aquesta espècie són la desforestació de l'oest dels seus dominis, a causa de la fumigació, construcció de carreteres i assentaments humans.